# Windhaag bei Perg
Windhaag bei Perg è un comune austriaco di 1 478 abitanti nel distretto di Perg, in Alta Austria.